# Kâmâ Sutrâ
Pour les articles homonymes, voir Kama Sutra.
Albums de Michel Polnareff
Incognito
(1985) La Compilation
(1991)
Singles
1. Goodbye Marylou
Sortie : Juin 1989
2. Toi et moi
Sortie : 1989
3. Kāma-Sūtra
Sortie : 1990
4. LNA HO
Sortie : 1990

Kāma-Sūtra est le 9e album studio de Michel Polnareff, sorti en février 1990. Le chanteur attendra ensuite 28 années avant de sortir l'album studio suivant, Enfin !, en novembre 2018.

## Historique
Cet album a été composé à Paris, à l'hôtel Royal Monceau, où le chanteur resta plus de 800 jours sans en sortir pour les besoins de sa création d'abord, mais aussi en raison de sa myopie devenant une cécité totale.
Kāma-Sūtra est le fruit de prouesses techniques. En effet, Polnareff enregistrait les voix depuis le bar de l'hôtel, « L'Aquarius », et écoutait, par téléphone ou par bande transmise via un ordinateur, les sons mixés en studio parfois à plusieurs milliers de kilomètres. Les parties cordes ont été enregistrées aux studios Abbey Road.
Annoncé par le single Goodbye Marylou (sorti en juin 1989), Kâma-Sûtra réintègre les mélodies au piano qui ont fait le succès de Polnareff, absentes de ses deux albums précédents, Bulles (1981) et Incognito (1985).
Accompagné lors de sa sortie de l'un des premiers clips en 3D (LNA HO), abordant de manière inédite les rapports sentimentaux par réseaux, ici le Minitel avec Goodbye Marylou, cet album peut être considéré comme le plus avant-gardiste de Polnareff.
Mike Oldfield a joué des solos de guitare sur deux morceaux de cet album (Besoin de toi et LNA HO).
L'album est certifié double disque d'or, avec plus de 200 000 ventes.

## Liste des titres
La musique de cet album est entièrement composée par Michel Polnareff et toutes les paroles sont écrites par Michel Polnareff et Jean-René Mariani.
1. Les Boul' à zéro – 4:37
2. Besoin de toi – 5:36
3. Toi et moi – 7:31
4. Kāma-Sūtra – 4:37
5. LNA HO – 5:15
6. Comme un tatouage (je matelot) – 5:56
7. Goodbye Marylou – 6:21
8. Amours cachets – 4:50 
Titres bonus (uniquement présents sur CD)
9. Toi sans moi (version instrumentale) – 3:54
10. Goodbye Marylou (version instrumentale) – 6:05